# Kaltenhof (Schonungen)

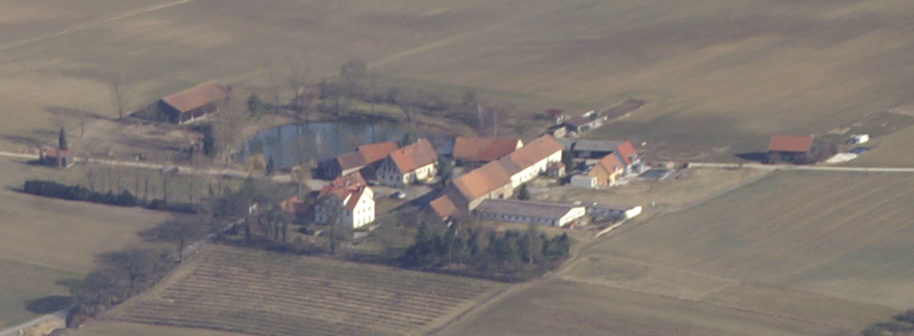
Blick auf den Kaltenhof

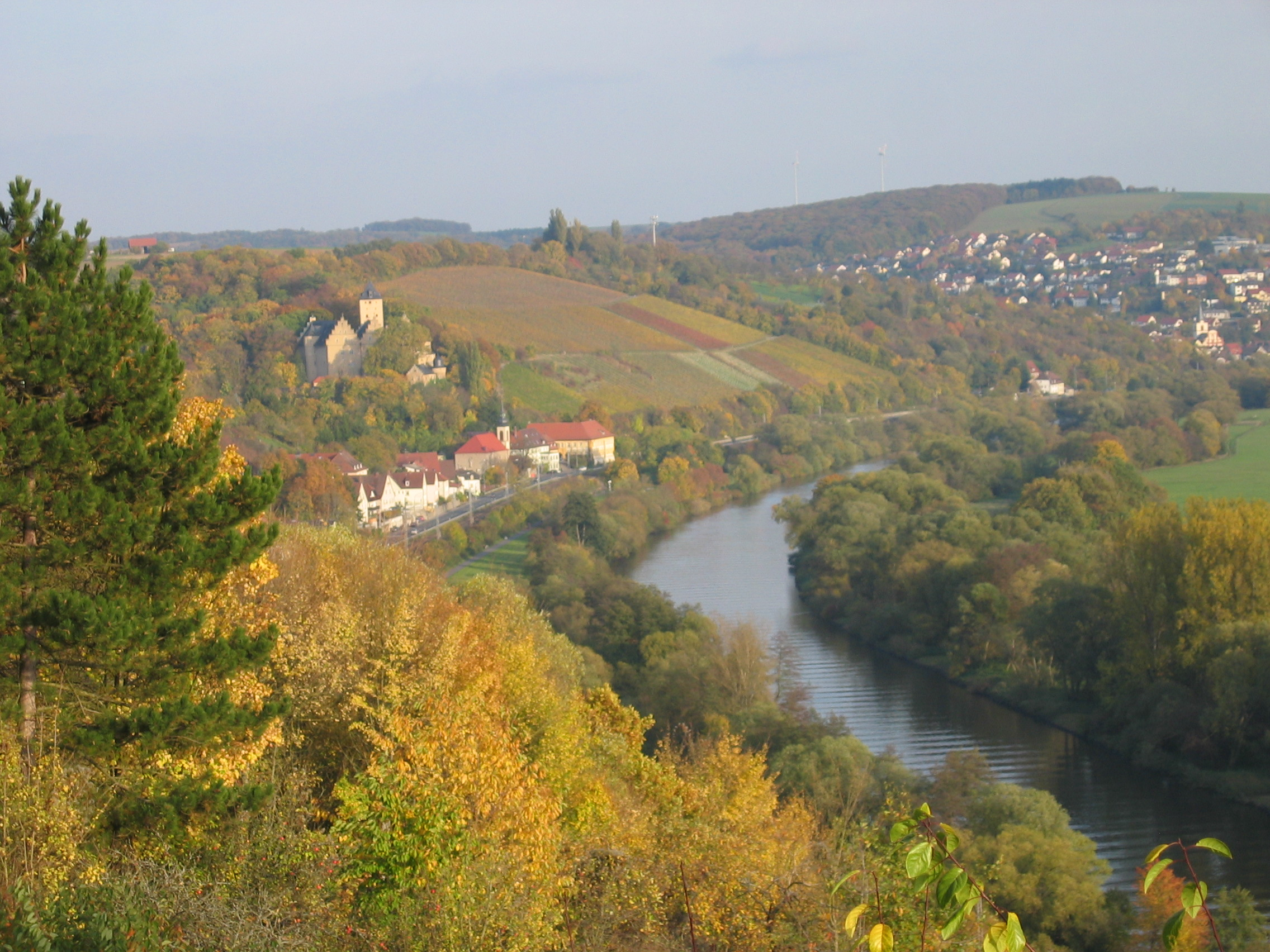
Dorf und Schloss Mainberg mit Main und Weinbergen. Oben links der Kaltenhof, rechts hinten Schonungen

Kaltenhof ist ein Gemeindeteil der Gemeinde Schonungen im unterfränkischen Landkreis Schweinfurt in Bayern. Der Weiler liegt in der Gemarkung Schonungen. Der Ort liegt 5 km nordöstlich des Stadtzentrums von Schweinfurt.

## Geografische Lage
Kaltenhof liegt 100 m über dem Main, auf Sichtweite zu Schweinfurt, auf einem Bergsporn und südlichen Ausläufer der Schweinfurter Rhön. Diese Anhöhe wird im Süden vom steil abfallenden Tal des Mains und im Westen vom tief eingeschnittenen Tal des Meerbachs begrenzt, in dem der Schonunger Gemeindeteil Mainberg liegt. Im Osten wird die Anhöhe vom Tal der Steinach mit dem Hauptort Schonungen und im Nordosten vom Hausener Mühlbach mit dem Schonunger Ortsteil Hausen begrenzt. Im Norden läuft der Bergsporn in die hier weithin unbesiedelte Schweinfurter Rhön, zunächst von Äckern und danach von großen Wäldern bedeckt.
Schloss Mainberg liegt 500 m südwestlich vom Kaltenhof. Noch näher südlich, am steilen Abhang zum Main, werden die Fluren des Kaltenhofs von der Weinlage Mainberger Schlossberg begrenzt.

## Geschichte
Der Ortsname Kaltenhof verweist wohl auf die fehlenden Heizungsmöglichkeiten am oberhalb von Schonungen gelegenen Berg oder auf die kühlere Mikrolage 100 m über dem Main. Erstmals urkundlich erwähnt wurde der Ort um das Jahr 1380. Damals war der Hof dem Benediktinerkloster Theres bei Haßfurt zinspflichtig. Hundert Jahre später tauchte der Kaltenhof als Wirtschaftsgut des Schlosses Mainberg auf. Im Deutschen Bauernkrieg zerstörten die Aufständischen 1525 den Hof. Kurze Zeit später war der Hof neu aufgebaut und an einen Pächter übergeben.
Im Jahr 1685 verkaufte der Würzburger Fürstbischof Johann Gottfried von Guttenberg den Hof an verschiedene Landwirte. Insgesamt bewirtschafteten noch im 19. Jahrhundert acht Bauern der Umgebung den Hof. Ab 1828 erwarb der Fabrikant Wilhelm Sattler die Baulichkeiten Stück für Stück. Sein Nachfolger war der Industrielle Ernst Sachs, der 1925 den Hof aufkaufte. Die Vergangenheit als Gutshof wurde 1952 durch das Kloster Münsterschwarzach wiederbelebt. 

## Heutige Nutzung
Die Abtei Münsterschwarzach veräußerte den Kaltenhof 1995 an einen Verein für psychisch kranke Menschen. Seit 2006 existiert die Kaltenhof gGmbH als gemeinnützige Firma. Sie bietet sozialtherapeutische Arbeitsplätze im Bereich von Haushaltsauflösungen und Gebrauchtwarenmärkten.